# توكيد معنوي
التوكيد المعنوي يكون بألفاظ معينة وهي: نفس، عين، كلا، كلتا، كل، جميع، عامة، ذات، أجمع، أكتع، أبتع، أبصع.
- لا بد في التوكيد المعنوي أن يتصل به ضمير على المؤكد و يطابقه.
- يتبع التوكيد المؤكد في الإعراب رفعاً و نصباً و جراً، وفي الإفراد والتثنية والجمع، والتذكير والتأنيث.
- التوكيد لا يتقدم على المؤكد.
- المؤكد لابد أن يكون معرفة.
- يعرب المؤكد بحسب موقعه من الكلام.

## أمثلة
نفسه
- قابلت المدير نفسه
- المدير مفعول به منصوب
- نفس توكيد معنوي منصوب بالفتحة، والهاء ضمير متصل مبني في محل جر بالإضافة

عينه
- مررت بالرجل عينه
- الرجل اسم مجرور بالباء وعلامة جره الكسرة الظاهرة
- عين توكيد معنوي مجرور بالكسرة والهاء ضمير متصل مبني في محل جر بالإضافة

كله
- قرأت الكتاب كله
- الكتاب مفعول به منصوب
- كل توكيد معنوي منصوب وعلامة نصبه الفتحة الظاهرة، والهاء ضمير متصل مبني في محل جر بالإضافة